# Miljøpartiet Fokus
Miljøpartiet Fokus är ett före detta danskt politiskt parti. Partiet grundades 2010 efter en splittring av Dansk Folkeparti. Bakgrunden till partibildningen var bland annat att en falang inom Dansk Folkeparti ville inte stödja högerns kandidat Lars Løkke Rasmussen som statsminister utan föredrog socialdemokraten Helle Thorning-Schmidt. Av dessa och andra skäl uppstod därför det nya partiet, bland annat på initiativ av Christian H. Hansen som hoppat av från Dansk Folkeparti  i januari 2010. Under sin verksamma tid drev partiet frågor inom främst klimat-, miljö-, djurrätts- och energipolitik. Partiet förespråkade ekologiskt jordbruk, de danska regionernas upplösande, återförande av sjukhusväsendet till staten och större satsning på förebyggande vård inom sjukvården. Partiet blev dock inte långlivat. Redan efter fem år, 2015, upplöstes det.